# Louis-Isidore Journot
Pour les articles homonymes, voir Journot.
Louis-Isidore Journot (25 août 1867-8 avril 1935) est un graveur français, proche de Loÿs Delteil, et qui travailla au musée du Louvre.

## Biographie
Louis-Isidore Journot est né le 25 août 1867 au Port-Marly. Il entre à l'École nationale supérieure des arts décoratifs (Paris) et fréquente la classe d'Alphonse Lamotte. Il effectue son service militaire dans la marine à Cherbourg.
Il expose au Salon des artistes français à partir de 1892 et devient membre de la Société organisatrice en 1904. Entre-temps, il décroche plusieurs mentions, dont une pour un portrait de Gladstone (1892), puis une bourse de voyage en 1899. Il signe « Louis Journot » ses travaux au burin et à l'eau-forte, qui sont essentiellement des gravures d'interprétation, d'après ses contemporains comme Alexandre Cabanel, Ary Scheffer, Isidore Pils, etc., ou des maîtres anciens comme Botticelli ou Nicolas de Largillierre. Quelques travaux sont publiés dans la revue L'Artiste.
En septembre 1897, il rejoint Loÿs Delteil qui forme la société artistique « La Liane », regroupant entre autres les peintres André Dauchez, Jules-Edmond Cuisinier, Pierre-Amédée Marcel-Béronneau, le critique Noël Clément-Janin, les sculpteurs Henri-Théophile Bouillon et Jean Tarrit (1866-1950), l'aquarelliste Marguerite Fruchard ; ils exposent à la galerie de La Bodinière en décembre, et l'année suivante, La Liane publie un album d'estampes. Cette association s'évertue à promouvoir les techniques traditionnelles, au moment où la reproduction mécanique et photographique devient prépondérante.
En 1903, il publie L'Art de la gravure, un petit essai chez A. Charles (Paris). En 1910 et 1912, il reçoit le grand prix de la Société française de gravure. Il participe à l'exposition universelle de Bruxelles de 1910, section gravure.

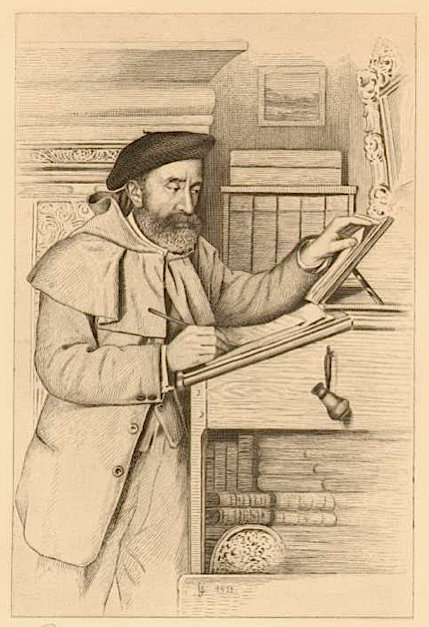
Le Vieux Collectionneur (1911), eau-forte.

Avant 1914, il rejoint les services de la chalcographie et des moulages du musée du Louvre ; il y travaille jusqu'à sa retraite, produisant des cuivres d'interprétation et se chargeant du service des ventes. Il produit durant les années 1910-1920 quelques pièces originales dont Le Vieux Collectionneur (1911).
Il meurt le 8 avril 1935 à Paris (14e arrondissement) des suites d'une longue maladie,.